# Röbkeberg
Der Röbkeberg ist ein 2225 m hoher Nunatak im ostantarktischen Königin-Maud-Land. Er ragt am Westrand der Penck-Mulde in der Maudheimvidda auf.
Entdeckt und benannt wurde er bei der Deutschen Antarktischen Expedition 1938/39 unter der Leitung des Polarforschers Alfred Ritscher. Namensgeber ist Karl-Heinz Röbke (* 1909), Zweiter Offizier an Bord des Forschungsschiffs Schwabenland. In Norwegen ist der Nunatak bekannt als Isbrynet (norwegisch für ‚Eisrand‘).